# Nature Ecology and Evolution
Nature Ecology & Evolution (Nat Ecol Evol) ist eine begutachtete, englischsprachige Fachzeitschrift für Ökologie und Evolutionsbiologie.
Die Zeitschrift wird von Nature Research herausgegeben und der Impact Factor beträgt 15,5. Sie nahm Platz 4 von 449 Fachzeitschriften der Ökologie ein.